# Dekabristi
Dekabrísti so bili vojaški zarotniki v Sankt Peterburgu, ki so skušali vreči carsko vlado decembra 1825. Upor je zadušila carska vojska. Voditelje so obsodili na smrt ali pa pregnali v Sibirijo na prisilno delo (katorga).

## Tajna društva
Po letu 1815 so mladi plemiči, ki so poznali liberalne in demokratične pridobitve Evrope,  začeli v Rusiji ustanavljati prostozidarske lože in društva, v katerih so razpravljali o družbenih in političnih vprašanjih. Želeli so, da bi Rusija, ki se je tedaj povzpela na vrh evropskih vojaških velesil, napredovala tudi v družbenem pogledu. Zavzemali so se za ukinitev tlačanstva in vpeljavo ustavne monarhije. Dolgo časa je bila to tudi želja carja Aleksandra I., a je ni znal in upal uveljaviti. Ko pa se je leta 1822 uprl Semjonovski polk, se je car ustrašil, da bi svobodomiselne misli lahko pripeljale do revolucije, in je s cesarskim ukazom vsa društva ukinil in jih prepovedal.
S tem pa seveda ni zaustavil svobodomiselnih razmišljanj. Liberalni razumniki so se ponovno organizirali, to pot v tajna društva: Severno društvo, Južno društvo in manj pomembno Društvo združenih Slovanov.
Severno društvo je delovalo v Petrogradu in se zbiralo okrog oficirjev Nikite Muravjeva in kneza Evgena Obolenskega ter pesnika Rilejeva. Južno društvo je delovalo v Tulčinu v Ukrajini. Vodila sta ga oficirja Pavel Ivanovič Pestel in Sergej Ivanovič Muravjev-Apostol.  Ta društva niso več le teoretsko razpravljala o najprimernejši ureditvi Rusije, ampak tudi o tem, kako jo doseči. Člani so si bili dokaj edini v prepričanju, da je v Rusiji mogoča pomembna sprememba le z vojaškim državnim udarom, imenovanjem začasne vlade in sklicanjem ustavodajne skupščine. Začeli so že snovati zaroto, ki je imela za cilj uboj carja, ko je ta 1. decembra 1825 nepričakovano umrl.

## Upor dekabristov
Po nenadni smrti carja Aleksandra I. se zaradi nespretnosti carske družine nekaj časa ni vedelo, kdo bo njegov naslednik, brat Konstantin ali brat Nikolaj (glej tudi Nikolaj I. Ruski). Trenutek se je zdel zarotnikom ugoden, da izvedejo državni udar. Za vodjo udara so določili polkovnika kneza Trubeckoja, za dan upora pa 26. (po ruskem koledarju 14.) december (dekabr pomeni v ruščini december, zato dekabristi), ko bi morala garda na Senatnem trgu (danes Trg dekabristov) v Petrogradu  priseči zvestobo carju Nikolaju (gardiste so predhodno vznemirili z lažno vestjo, češ da je Nikolaj uzurpator, ki s prestola spodriva starejšega brata Konstantina).
Kakih 3000 vojakov, zbranih na Senatnem trgu, je tako zavrnilo izjavo prisege. Mednje so se vmešali zarotniki, ki so vzklikali "Živela ustava". Na trgu in okrog Zimskega dvorca se je zbralo veliko meščanov. Tam je prednje stopil Nikolaj in jim prebral pismo, v katerem se Konstantin odpoveduje prestolu v korist Nikolaja. Večina meščanov je razumela, za kaj gre, in se razšla, ne pa tudi uporni vojaki, ki so vztrajali na trgu. Mednje sta prišla gubernator Petrograda, slavni general domovinske vojne grof Miloradovič, in metropolit, ki sta skušala vojake pomiriti. Zarotniki so nanju streljali in Miloradoviča ubili, metropolita pa niso ranili. Med uporniki že dolgo ni bilo več voditelja upora, kneza Trubeckoja. Tako so brez odločnega vodje oklevali in zamudili čas, ko je Zimski dvorec varoval le en bataljon Preobraženske garde. Z nočjo je Nikolaj dobil vojaško okrepitev. Carju zvesti vojaki so s topovi začeli streljati v upornike in jih potisnili na zamrznjeno Nevo. Upor je bil  s tem krvavo zadušen, mrtve so pometali v Nevo. Ujetih je bilo kakih 500 upornikov. 
Nekaj dni kasneje, 6. januarja 1826 (po ruskem koledarju 26. decembra 1825), je Južno društvo dvignilo vstajo v mestu Vasiljkov, kjer je bil nastanjen Černigovski polk. Vstajo so vodili oficirji brata Muravjev in Bestužev-Rjumin. Uporniki so zavzeli mesto in se napotili proti Kijevu. Pri vasi Ustimovke jih je razbilo cesarsko topništvo, delo pa je dokončala konjenica. Okrog 700 upornikov je bilo ujetih. Pestelj pri uporu ni sodeloval, njega so ujeli že prej.

## Obsodba dekabristov in zgodovinski pomen upora
Skoraj vsi vodje upora so bili ujeti. Sledilo je sojenje. Za glavnega tožilca je bil določen Mihail Mihailovič Speranski. 121 upornikov  je bilo obsojenih: Pestel, Rilejev, Kahovskij,  Muravjev-Apostol,  Bestužev-Rjumin so bili obsojeni na smrt z obešenjem, ostali na prisilno delo v Sibiriji. Černigovski polk je bil za kazen poslan na Kavkaz.
Vsi na smrt obsojeni so sprejeli kazen zelo hrabro, zavedajoč se pomena svoje žrtve. Vsi so prišli v legendo ruske zgodovine, še zlasti zato, ker so skoraj vsi bili plemiči in se niso borili za svoje koristi ampak za ideal - pravičnejšo rusko družbo. Opeval jih je Puškin. Na platnicah Hercenove publikacije Poljarnaja Zvjezda so se pojavili profili petorice obešenih.